# Вільний світ
Вільний світ — це термін часів Холодної війни, який означав вільні демократичні країни (США та країни Західної Європи). «Вільному світові» протиставлялися країни з авторитарними комуністичними режимами (наприклад, Радянський Союз), де люди не мали права вибору влади та основних людських прав.

## Походження терміна
Під час Другої світової війни Союзники бачили себе як противагу фашистським і нацистським державам блоку осі, називаючи себе «вільними» — тим самим «вільним світом» називалися всі країни антигітлерівської коаліції, у тому числі і СРСР. Під час війни «вільними» стали називати лише західні країни-союзники, а до кінця війни взагалі всі капіталістичні країни з антикомуністичними настроями (навіть ті, які не брали участь безпосередньо у війні), атрибутами яких (як вважали лідери цих країн) були свобода слова, свобода преси, свобода зборів та свобода масових заходів. У роки холодної війни «вільним світом» стали називати Сполучені Штати та всіх їхніх союзників. В обох випадках — під час Другої світової та після неї термін мав пропагандистський характер.